# 李紳文
李紳文（？—1712年），字陟屺，安徽潁州人，清朝政治人物。

## 生平
康熙二十七年（1688年）戊辰科進士，康熙三十三年（1694年）十一月，任浦江縣知縣。任職期間捐俸購置學田，建校舍，招生授課。後擢拔為御史，巡視東城。後任保定府知府，疏河治水，有政聲。康熙五十一年（1712年），因勞成疾，卒於任上。